# متلازمة حرب الخليج
متلازمة حرب الخليج (بالإنجليزية: Gulf War syndrome)‏ أو مرض حرب الخليج (بالإنجليزية: Gulf War illnesses)‏ أو المرض المزمن متعدد الأعراض (بالإنجليزية: chronic multisymptom illness)‏، هو مجموعة من الأعراض الجسدية والنفسية ظهرت على الجنود المشاركين في حرب الخليج الثانية وتشمل على أمراض الجهاز المناعي وتشوهات خلقية لأطفال الجنود. ويقدر عدد المصابين بهذا المرض برُبع جنود الولايات المتحدة الأمريكية المشاركين بالحرب (697000 جندي شارك بالحرب). ويشمل المرض على عدد كبير من الأعراض أغلبها غير محدد وعامة مثل الخمول والتعب المزمن، ضعف في العضلات، صداع، مشاكل في الذاكرة، ألم في المفاصل، طفح جلدي. ولايزال المسبب لهذه الأعراض غير معروف وهناك العديد من النظريات التي تسعى للتعرف عليه.
في سنة 2022 أعلن فريق بحث أمريكي عن حله للغز متلازمة الخليج وبدراسة يعتقد أنها الأكثر حسما قائلا: ان السبب هو تعرض الجنود الأمريكان لتركيز مخفف من غاز السيرين بحيث أنه كان غير قاتل ولكن كان بقدر كاف أن يصيبهم ببعض الأعراض كالإعياء.

## احصاءات الأعراض والعلامات
| أعراض                  | الولايات المتحدة | المملكة المتحدة | أستراليا | الدنمارك |
| ---------------------- | ---------------- | --------------- | -------- | -------- |
| تعب                    | 23%              | 23%             | 10%      | 16%      |
| صداع                   | 17%              | 18%             | 7%       | 13%      |
| مشاكل الذاكرة          | 32%              | 28%             | 12%      | 23%      |
| ألم المفاصل أو العضلات | 18%              | 17%             | 5%       | 2% (<2%) |
| إسهال                  | 16%              |                 | 9%       | 13%      |
| مشاكل الهضم            | 12%              |                 | 5%       | 9%       |
| مشاكل عصبية            | 16%              |                 | 8%       | 12%      |
| أورام                  | 33%              |                 | 9%       | 11%      |

| أمراض                      | الولايات المتحدة | المملكة المتحدة | كندا    | أستراليا |
| -------------------------- | ---------------- | --------------- | ------- | -------- |
| أمراض جلدية                | 20-21%           | 21%             | 4-7%    | 4%       |
| أمراض المفاصل              | 6-11%            | 10%             | (-1)-3% | 2%       |
| أمراض الجهاز الهضمي        | 15%              |                 | 5-7%    | 1%       |
| أمراض الجهاز التنفسي       | 4-7%             | 2%              | 2-5%    | 1%       |
| متلازمة الإرهاق المزمن     | 1-4%             | 3%              |         | 0%       |
| اضطراب توتر ما بعد الصدمة  | 2-6%             | 9%              | 6%      | 3%       |
| أمراض مزمنة متعددة الأعراض | 13-25%           | 26%             |         |          |

## مسببات المرض المقترحة

### لقاح الجمرة الخبيثة
أعطي لقاح مرض الجمرة الخبيثة لحوالي نصف الجيش الأمريكي والبريطاني. وللقاحات المستعملة في تلك الفترة أعراض مشابهة لمرض حرب الخليج سابقة الذكر. والجدير بالذكر أن لقاح الجمرة الخبيثة لم يمر بمرحلة تجارب إكلينيكية كبيرة العدد على الرغم من موافقة إدارة الغذاء والدواء الأمريكية.
و قد اشتكى عدد من الجنود الأمريكيين من أعراض مشابهة لمرض حرب الخليج بعد حقنهم باللقاح على الرغم من عدم مشاركتهم بأي عملية عسكرية خارج الولايات المتحدة. وفي عام 2005 أصدرت إدارة الغذاء والدواء الأمريكية تقرير بأن لقاح الجمرة الخبيثة فعال وغير مضر مع العلم أن اللقاح المستعمل في الأبحاث يختلف عما تم استخدامه خلال حرب الخليج الثانية.

### أسلحة كيماوية
بعض أعراض مرض حرب الخليج تشابه أعراض التسمم بغاز الخردل وغاز الأعصاب. وقد تعرض أكثر من 125000 جندي أمريكي و9000 جندي بريطاني لغاز الخردل بعد تفجير مخزن عراقي في الخميسية عام 1991.

### أمراض معدية
هناك بعض الفرضيات التي تعلل مرض حرب الخليج ببعض الأمراض المعدية مثل داء الليشمانيات والعدوى بالمفطورات. أو على الأقل أن الإصابة بالعدوى تزيد من تأثير أحد العوامل السابقة.

## العلاج
ويعتقد أن مزيجا من العلاج النفسي والجسمي يمكن أن يؤتي بنتائج إيجابية مع بعض المرضى وقد أظهر بحث أن 36 في المئة من بين عينة عشوائية مكونة من 709 جندي، شاركوا في حرب الخليج الثانية، يعانون من أمراض نفسية تحتاج إلى علاج وأوضح البحث أن الانفعالات النفسية الحادة الناتجة عن استرجاع الذاكرة لأهوال الحرب يمكن أن تصيب الجنود بعد عشرات السنين من وقوعها.
ويرى الأطباء النفسيون أن تناول العقاقير التي تؤدي إلى إخماد رد فعل الجهاز المناعي يمكن أن تقلل من الآثار الجسمية التي يولدها الانفعال النفسي الذي تحفزه الروائح والأصوات المرتبطة بالحرب وقد تباينت الأعراض المرضية بصورة واسعة بين الجنود، مما دعا بالأطباء إلى الاعتقاد بأن أعراض حرب الخليج هي في واقع الأمر ليست مرضا واحدا وإنما مجموعة من الأمراض المختلفة ذات أسباب مختلفة.

## وصلات خارجية
- رغم مرور عقدين: الجنود يعانون من "مرض حرب الخليج الاولى" (فيديو)، بي بي سي عربي، 17 يناير 2011